# Heimatland (film 1939)
Heimatland è un film del 1939 diretto da Ernst Martin. La sceneggiatura si basa sull'operetta Monika di Hermann Hermecke (libretto) e Nico Dostal (musica).

## Produzione
Il film fu prodotto dall'Universum Film (UFA).

## Distribuzione
Distribuito dalla UFA-Filmverleih, uscì nelle sale cinematografiche tedesche, presentato all'U.T. Friedrichstraße di Berlino il 25 agosto 1939. La Ufa Film Company lo distribuì - privo di sottotitoli - il 27 ottobre 1939 negli Stati Uniti. In Danimarca, con il titolo Hans Kæreste fra Landet, uscì il 14 maggio 1941.